# 科帕罗
科帕罗（義大利語：Copparo），是意大利费拉拉省的一个市镇。总面积157平方公里，人口17408人，人口密度110.9人/平方公里（2009年）。ISTAT代码为038007。